# Anna Sołtan-Romerowa
Anna Sołtan-Romerowa (z domu Pereświt-Sołtan) (znana również jako Anna Soltan de Römer) (ur. 28 kwietnia 1895 w Warszawie, zm. 6 października 1974 w Hudson (Quebec) – polska malarka.

## Życiorys
Urodziła się w rodzinie inżyniera drogowego Wiktora Pereświt-Sołtana, który był ziemianinem i posiadał majątek w okolicy Witebska oraz Amelii z Weyssenhoffów. Od 1914 studiowała w warszawskiej Szkole Sztuk Pięknych w pracowni Stanisława Lentza. Poślubiła Antoniego Kazimierza Romera, początkowo mieszkała w Janopolu, a następnie w Wilnie i Warszawie, gdzie należała do Towarzystwa Zachęty Sztuk Pięknych. W 1940 opuściła Polskę i zamieszkała w Bawarii, skąd w 1948 wyjechała do Kanady, zamieszkała w Hudson Heights.
Artystka najczęściej tworzyła akwarele, były to portrety i pejzaże, sporadycznie były to również sceny rodzajowe i martwą naturę. Przed opuszczeniem ojczyzny wystawiała w Warszawie, Wilnie, Rydze, Bydgoszczy i Poznaniu, na emigracji miała wystawy indywidualne w Paryżu, Antwerpii i Brukseli. Wiele prac Anny Sołtan-Romerowej znajduje się w kolekcjach muzeów i galerii w Ottawie, Toronto, Montrealu, Waszyngtonie i Londynie.